# Italiencele
Italiencele este un film românesc din 2004 regizat de Napoleon Helmis. Rolurile principale au fost interpretate de actorii Mara Nicolescu, Ana Ularu și Costel Cașcaval.

## Prezentare
Povestea urmărește traseul a două surori, Jeni și Lenuța, dintr-un sat din Oltenia, care pleacă ilegal să culeagă căpșuni în Spania. După un an se întorc acasă, îmbrăcate occidental și pozând în femei de succes. Ele susțin în fața tuturor că și-au schimbat puțin ruta — dar nu și scopul — și că au ajuns în Italia, la cules de struguri, însă adevărul e foarte diferit de povestea lor.

## Distribuție
Distribuția filmului este alcătuită din:
- Ana Ularu — Lenuța
- Emil Hoștină — Fane
- Papil Panduru — Primarul
- Bianca Constantin — Georgel
- Cuzin Toma — Bruzli
- Radu Zetu — Talibanu'
- Viorica Geantă — Marita
- Irina Dinescu — Măicuța frumoasă
- Frosa Cercel — Fulminanta
- Vasile Calofir — Un polițist dur
- Ansamblul „Vlașca”
- Victoria Cociaș — Maica stareță
- Eduard Paliu — Manu
- Marian Ștefănică — Călăuza
- Valentin Teodosiu — Polițistul satului
- Ion Cocieru — Șef gară
- Cristina Chirilă — Fata din stația de autobuz
- Cătălin Neamțu — Bingo
- Dragoș Stemate — Regizor francez
- Constantin Dinulescu — Ioanichie
- Alexandru Gheorghiu — Vasile
- Constantin Drăgănescu — Chitu
- Antoaneta Zaharia — Mareta
- Costel Cașcaval — Gigel
- Eugenia Bosînceanu — Bătrâna cu rața
- Dustin Brinkley — Un soldat american
- Mara Nicolescu — Jeni
- Vlad Zamfirescu — Giovani
- Ovidiu Niculescu — Barosanu'
- Alexandru Ionescu — Operator francez
- Stan C. Stan — Petrică Țiganu
- Valentin Popescu — Aurică

## Primire
Filmul a fost vizionat de 10.211 spectatori de spectatori în cinematografele din România, după cum atestă o situație a numărului de spectatori înregistrat de filmele românești de la data premierei și până la data de 31 decembrie 2014 alcătuită de Centrul Național al Cinematografiei.